# World Brain
World Brain – książka z esejami i przemówieniami opublikowana w 1938 r. przez angielskiego pisarza Herberta George'a Wellsa.
Jeden z esejów, zatytułowany "The Idea of a Permanent World Encyclopaedia" (Idea stałej światowej encyklopedii), był szczególnie godny uwagi ze względu na zaprezentowanie wizji podobnej do dzisiejszych Wikipedii. Esej ukazał się pierwotnie w sierpniu 1937 r. w Encyclopédie Française.
Esej "The Brain Organization of the Modern World" przedstawiał wizję Wellsa dotyczącą rodzaju "izby rozrachunkowej" ludzkiego umysłu, magazynu wiedzy i idei pozyskanych, uporządkowanych, podsumowanych, objaśnionych i porównanych. Wells przewidywał, że mogą być w tym użyteczne nowe osiągnięcia techniczne, jak mikrofilmy. Każda zainteresowana osoba mogłaby usiąść przy swoim projektorze i zapoznać się z mikrofilmową repliką każdego zgromadzonego w bazie dokumentu.
Projekt World Brain był odpowiedzią Wellsa na kwestię, który określił mianem "World Problem", tj. możliwość wzajemnego wyniszczenia się narodów w światowym konflikcie wojennym. Pomysł zbudowania takiej sieci wiedzy, podobnej w swojej istocie do dzisiejszego Internetu i World Wide Web, spotkał się z uznaniem jednych, choć inni chcieli w tym dostrzegać rodzaj spiskowego Nowego Porządku Światowego.

## Literatura
- Wells, H.G. (1938). World Brain. Methuen & Co. Limited.
- "The Idea of a Permanent World Encyclopaedia"
- Inna kopia eseju.
- World Brain: H. G. Wells on the future of world education (1994) London: Adamantine Press. ISBN 0-7449-0114-6
- "H.G. Wells’s Idea of a World Brain: A Critical Re-Assessment", Boyd Rayward. alexia.lis.uiuc.edu. [zarchiwizowane z tego adresu (2005-03-13)].